# Misilyah

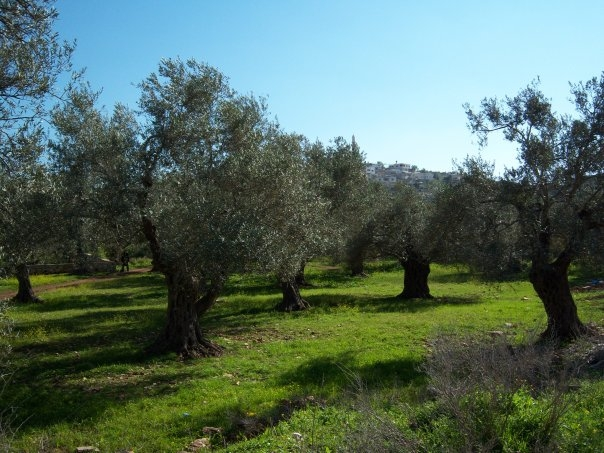
Olivenhain in Misilyah

Misilyah (arabisch مسلية) ist ein palästinensisches Dorf im nördlichen Westjordanland, das 14 Kilometer südlich der Stadt Dschenin liegt. Nach Angaben des Palästinensischen Zentralbüros für Statistik hatte das Dorf Mitte des Jahres 2006 eine Bevölkerung von 2252 Einwohnern. Die wichtigsten landwirtschaftlichen Produkte von Misilya sind Oliven, Trauben, Feigen und Gemüse. Im Dorf wurden römische, byzantinische, ägyptische und islamische Ruinen gefunden.

## Geschichte

### Osmanische Ära (1517–1920)
Im Jahr 1870 schrieb Victor Guérin: „Misilyah sitzt auf den nördlichen Hängen eines Hügels, der mit herrlichen Olivenbäumen gepflanzt ist, an dessen Unterseite ist eine fruchtbare und gut gepflegte Ebene.“
Im Jahr 1882 beschrieb das Palestine Exploration Fund’s Survey of Western Palestine Meselieh mit: „Ein kleines Dorf mit einem freistehenden Teil im Norden und auf einem Hang, mit einem Hügel im Süden umgeben von herrlichen Olivenhainen, mit einem offenen Tal namens Wady El Melek (‚das Königstal‘) auf der nördlichen Seite. Die Wasserversorgung wird durch Zisternen sichergestellt, von denen viele vor geraumer Zeit gebaut wurden. Sie werden hauptsächlich mit Regenwasser versorgt.“

### Britische Ära (1920–1948)
Laut der Volkszählung von 1922, welche durch die britische Mandatsregierung durchgeführt wurde, hatte Meselayyeh eine Bevölkerungszahl von 190, Laut der Volkszählung von 1931 erhöhte sich die Anzahl innerhalb von neun Jahren auf 222 Einwohner in 49 Häusern.
Im Jahr 1945 erhöhte sich die Anzahl auf 330 Einwohner, Die gesamte Ackerfläche betrug 9,038 dunams. 2,683 dunams wurden zur Anbau von Bäumen genutzt, während 2,592 dunams für den Getreideanbau genutzt wurden, 23 dunams wurden für den Bau von Häusern genutzt.

### Jordanische Ära (1948–1967)
Als Folge des Palästinakrieges im Jahr 1948 wurde Misilyah von Jordanien regiert.

### Nach 1967
Nach dem Sechstagekrieg geriet Misilyah unter israelische Besatzung.

## Klima
|                       | Jan | Feb | Mär | Apr | Mai | Jun | Jul | Aug | Sep | Okt | Nov | Dez |   |      |
| Mittl. Tagesmax. (°C) | 15  | 18  | 22  | 29  | 37  | 43  | 43  | 42  | 39  | 34  | 25  | 18  | ⌀ | 30,5 |
| Mittl. Tagesmin. (°C) | 6   | 8   | 9   | 12  | 15  | 20  | 22  | 23  | 20  | 17  | 12  | 7   | ⌀ | 14,3 |
|                       |     |     |     |     |     |     |     |     |     |     |     |     |   |      |
| Niederschlag (mm)     | 130 | 61  | 49  | 17  | 14  | 1   | 1   | 1   | 1   | 14  | 84  | 94  | Σ | 467  |

| 6 |

| 8 |

| 9 |

| 12 |

| 15 |

| 20 |

| 22 |

| 23 |

| 20 |

| 17 |

| 12 |

| 7 |

| 6 |

| 8 |

| 9 |

| 12 |

| 15 |

| 20 |

| 22 |

| 23 |

| 20 |

| 17 |

| 12 |

| 7 |

| N i e d e r s c h l a g | 130 | 61  | 49  | 17  | 14  | 1   | 1   | 1   | 1   | 14  | 84  | 94  |
|                         | Jan | Feb | Mär | Apr | Mai | Jun | Jul | Aug | Sep | Okt | Nov | Dez |